# Ангелов круче не бывает
«Ангелов круче не бывает» (англ. Angels Hard as They Come, также известен под названиями Angels, Angel Warriors, Angels as Hard as They Come, Angels, Hell on Harleys) — фильм-боевик 1971 года режиссёра Джо Виолы со Скоттом Гленом и Чарльзом Диркопом в главных ролях.
«Ангелов круче не бывает» входит в число 40 лучших байкерских фильмов всех времен и народов.
В России встречается перевод названия «Ангелы ада как они есть».

## Сюжет
Из-за появления полиции срывается сделка по продаже наркотиков. Чтобы завершить её, стороны договариваются встретиться через несколько дней в пустыне. Представители байкерской группировки «Ангелы» едут в назначенное место и по дороге встречают мотоциклистов из группировки «Драконы», которые приглашают их на вечеринку с несколькими хиппи в заброшенном городе. Проблемы начинаются, когда одну из девушек хиппи убивают, а «драконы» решают, что это сделал кто-то из «ангелов».

## В ролях
- Скотт Гленн — Длинный Джон
- Чарльз Диркоп — Генерал
- Джеймс Инглхарт — Монк
- Джильда Текстер — Астрид
- Гэри Бьюзи — Генри
- Гарри Литлджон — Туз